# 울산 중구의회
울산 중구의회는 울산광역시 중구 지역을 관할하는 기초의회이다.